# Jason Medeiros
Jason Medeiros (Hamilton, 22 agosto 1989) è un ex giocatore di football americano canadese, che ha giocato come offensive lineman.
Dopo aver giocato per la squadra universitaria dei McMaster Marauders non è selezionato al Draft CFL 2012. Nel 2013 entra nel roster di offseason degli Hamilton Tiger-Cats, ma viene rilasciato prima della stagione regolare.